# آلنکا کیژار
آلنکا کیژار (به انگلیسی: Alenka Kejžar) (زادهٔ ۱۵ فوریهٔ ۱۹۷۹) شناگر اهل اسلوونی است.